# Ludwik Stomma
Ludwik Franciszek Stomma (ur. 22 marca 1950 w Krakowie, zm. 7 marca 2020 w Saint-Cloud pod Paryżem) – polski antropolog kultury, etnolog, doktor habilitowany nauk humanistycznych, nauczyciel akademicki, publicysta tygodników „Polityka” i „Przegląd”.

## Działalność
Ukończył VI Liceum Ogólnokształcące im. Tadeusza Reytana w Warszawie (1968) i studia etnograficzne na Uniwersytecie Warszawskim (1973). Wykładał na Uniwersytecie Warszawskim, KUL, Uniwersytecie Jagiellońskim, pracował w Instytucie Sztuki PAN i na Uniwersytecie Mikołaja Kopernika w Toruniu. W 1976 obronił pracę doktorską, a w 1981 uzyskał habilitację. W 1981 wyjechał do Francji. Pracował na Sorbonie (IV) w ramach École pratique des hautes études, a od 2008 na stanowisku profesora nadzwyczajnego UMK. Wydał czternaście książek, w tym cztery naukowe, dwie książki dla dzieci, a także książki historyczne i biograficzne.
Od 1990 był stałym felietonistą tygodnika „Polityka”. Publikował także w „Kuchni”, „Motomagazynie”, „Elle”, „Hustlerze”, „Cosmopolitan” i „Nie” (pod pseudonimem „Gall Anonim”). Jest autorem zbioru felietonów pt. Nalewka na czereśniach oraz Słownika polskich wyzwisk, inwektyw i określeń pejoratywnych. Był członkiem Collegium Invisibile.
Politycznie miał poglądy lewicowe. Przez krótki okres należał do Unii Pracy. Był wolnomularzem.

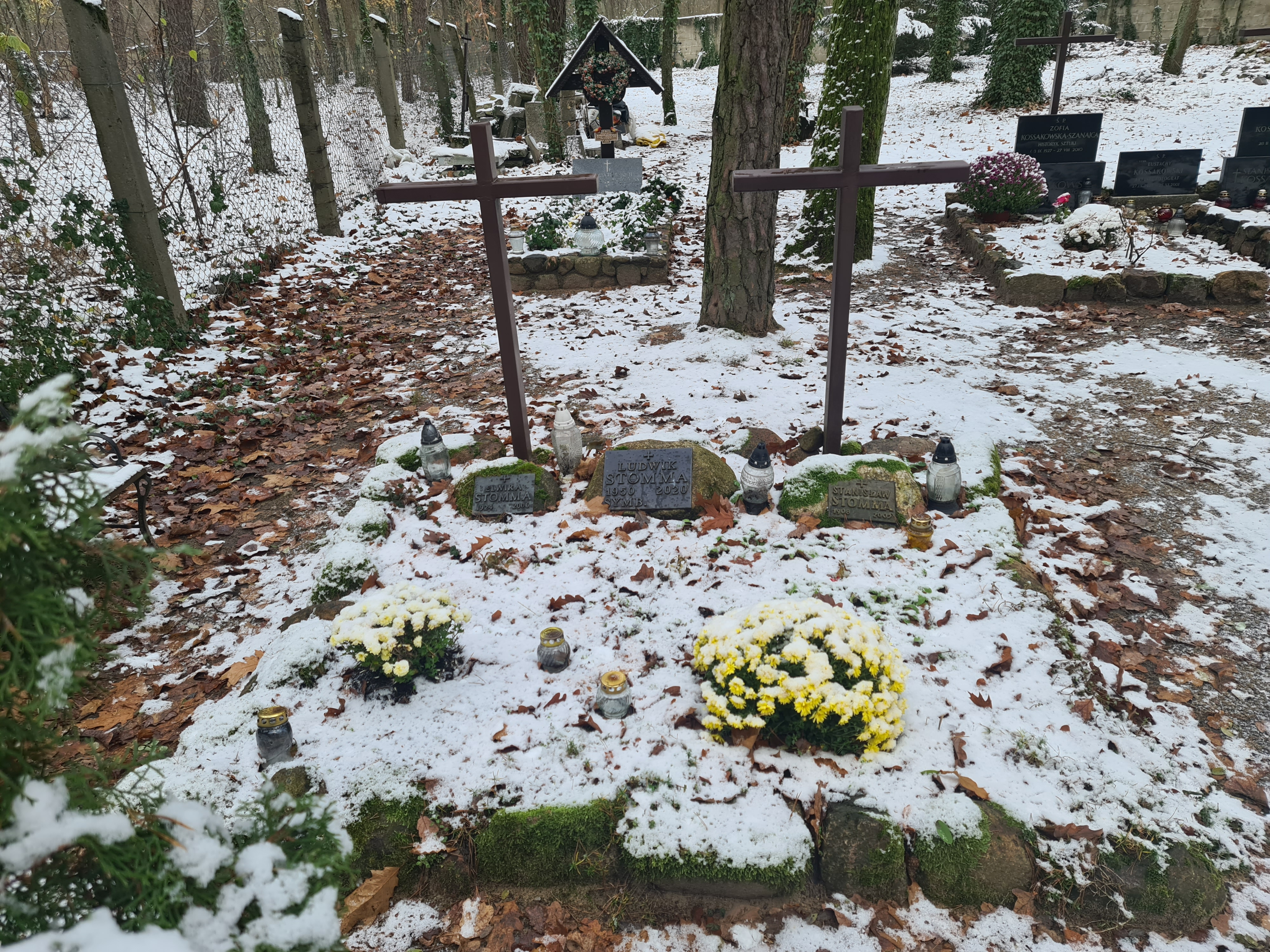
Grób rodziny Stommów, w tym symboliczny grób Ludwika, na cmentarzu leśnym w Laskach

W 2000 został odznaczony Krzyżem Kawalerskim Orderu Odrodzenia Polski „za wybitne zasługi w pracy dziennikarskiej i publicystycznej”. W 2009 jego dokonania zostały uhonorowane Złotą Sową Polonii.
Był synem Stanisława Stommy. Mieszkał we Francji (w La Ferté-sous-Jouarre w departamencie Sekwana i Marna). Pochowany został 13 marca 2020 roku na cmentarzu Père-Lachaise w Paryżu. Jego symboliczny grób znajduje się na cmentarzu leśnym w Laskach pod Warszawą.

## Kontrowersje
W 1991 w periodyku naukowym „Etnografia Polska” ukazała się recenzja (a właściwie polemika) trzech autorów (Arnold Lebeuf, Mariusz Ziółkowski i Robert Marcin Sadowski z Zakładu Antropologii Historycznej Instytutu Archeologii Uniwersytetu Warszawskiego) na temat pracy doktorskiej Ludwika Stommy. Autorzy wykazali, że ok. 1/4 doktoratu, dotycząca zagadnień astronomicznych, stała na bardzo niskim poziomie i zawierała wiele błędów merytorycznych. Jednak najważniejszym punktem owej polemiki było wykazanie całkowitego fałszerstwa tzw. obserwatorium w Skordiowie, które miało świadczyć o wiedzy astronomicznej zachowanej na polskiej wsi (azymutowej obserwacji wschodów i zachodów Słońca) i było koronnym dowodem tez pracy doktorskiej. W 1993 na łamach czasopisma „Polska Sztuka Ludowa” opublikowano artykuł, którego autorzy – Krystyna i Krzysztof Piątkowscy – wzięli w obronę Ludwika Stommę i zanegowali zasadność zarzutów Lebeufa, Ziółkowskiego i Sadowskiego. Piątkowscy wyrazili przekonanie, że obserwatorium w Skordiowie rzeczywiście istniało, i zauważyli, że podstawowe założenia strukturalistycznej koncepcji Stommy są słuszne, a autorzy polemiki, zwolennicy scjentystycznego modelu nauki, skupili się na kwestiach astronomicznych, lecz ich wywody biegną obok istoty interpretacji Stommy. Nieco później, również w 1993, w 75. tomie rocznika „Lud” Ludwik Stomma udzielił odpowiedzi na artykuł Lebeufa, Ziółkowskiego i Sadowskiego w „Etnografii Polskiej”, odrzucając postawione przez nich zarzuty. W 1993 roku w „Etnografii Polskiej” ukazała się riposta tych samych trzech autorów wobec odpowiedzi Stommy podtrzymująca zarzuty.

## Publikacje
- Słońce rodzi się 13 grudnia, Warszawa 1981, Ludowa Spółdzielnia Wydawnicza, s. 140, ISBN 83-205-3341-4.
- Antropologia kultury wsi polskiej XIX w., wyd I: 1986, Instytut Wyd. Pax, ISBN 83-211-0614-5; II wyd. rozsz.: 2002, ISBN 83-917096-0-4.
- (z Tomaszem Dominikiem) Niezwykłych przygód Baranka Pacanka księga pierwsza, Warszawa 1994, Polska Oficyna Wydawnicza „BGW”, s. 22, ISBN 83-7066-606-X.
- Wzloty i upadki królów Francji sposobem antropologicznym wyłożone, wyd I: Łódź 1991, Wyd. Łódzkie, 1991 s. 225, ISBN 83-218-0898-0; Polska Oficyna Wydawnicza „BGW”, wyd II: Warszawa 1994, Polska Oficyna Wydawnicza „BGW”, s. 191, ISBN 83-7066-595-0, wyd III: Wydawnictwo Twój Styl, 2004, ISBN 83-7163-382-3.
- Królów polskich przypadki, Warszawa 1993, Polska Oficyna Wydawnicza „BGW”, s. 173, ISBN 83-7066-536-5.
- Antologia poezji głupich i mądrych Polaków w Ludwika Stommy wyborze, autor wyboru; 1995, ISBN 83-7066-656-6.
- Żywoty zdań swawolnych, Warszawa 1998, Wyd. Twój Styl, ISBN 83-7163-087-5.
- (z Tomaszem Dominikiem) Kobiet czar..., Warszawa 2000, Wydawnictwo Twój Styl, s. 290, ISBN 83-7163-153-7.
- Poczet polityków polskich XX wieku, Warszawa 2000, Wyd. Graf-Punkt, ISBN 83-879-88-65-0.
- Królów polskich i francuskich przypadki, Warszawa 2000, Wyd. Graf-Punkt, s. 438, ISBN 83-87988-69-3.
- Słownik polskich wyzwisk, inwektyw i określeń pejoratywnych, Warszawa 2000, Wydawnictwo Graf-Punkt, ISBN 83-87988-72-3.
- (z Ludwikiem Lewinem) Paryż za dwa Ludwiki. Przewodnik po Paryżu cieni i smaków, Warszawa 1995, Polska Oficyna Wydawnicza „BGW”, ISBN 83-7066-657-4.
- Nalewka na czereśniach, wybór felietonów z „Polityki”, Poznań 2000, Wydawnictwo Sens, ISBN 83-86944-29-3.
- Życie seksualne królów Polski i inne smakowitości, Wyd. Twój Styl, 2002, ISBN 83-7163-267-3.
- Paryskie spacery, 2003, Wydawnictwo Twój Styl, ISBN 83-7163-354-8.
- Z owsa ryż. Po co nam Francja, Wydawnictwo Książkowe Twój Styl, Warszawa 2003, ISBN 83-7163-349-1.
- Dzieje smaku, Poznań 2004, Wydawnictwo Sens, ISBN 83-86944-44-7.
- Francuska miłość, Warszawa 2004, Wydawnictwo Książkowe Twój Styl, ISBN 83-7163-464-1.
- Sławnych Polaków uczucia i śluby, Poznań 2004, Wydawnictwo Sens, s. 250, ISBN 83-86944-50-1.
- Sławnych Polaków choroby, Gdańsk 2004, Wyd. Tower Press, s. 143, ISBN 83-87342-80-7.
- Polskie złudzenia narodowe, Poznań 2006, Wydawnictwo Sens, ISBN 83-86944-61-7.
- Polskie złudzenia narodowe. Księgi wtóre, Poznań 2007, Wydawnictwo Sens, ISBN 978-83-86944-66-8.
- Choroby i dolegliwości sławnych ludzi, Gdańsk 2007, Literatura Net Pl, s. 207, ISBN 83-923645-4-6.
- Skandale Polskie, Warszawa 2008, Wydawnictwo Demart, ISBN 83-87342-80-7.
- A jeśli było inaczej... Antropologia historii, Poznań 2008, Wydawnictwo Sens, ISBN 978-83-86944-68-9 (błędnie nadany).
- Kultura zmienną jest, Poznań 2009, Wydawnictwo Sens, s. 240, ISBN 978-83-86944-74-3.
- Historie przecenione, Wydawnictwo Iskry 2011, ISBN 978-83-244-0154-3.
- Historie niedocenione, Wydawnictwo Iskry 2011, ISBN 978-83-244-0182-6.
- Antropologia wojny, Wydawnictwo Iskry 2014, ISBN 978-83-244-0382-0
- Polskie złudzenia narodowe, Wydawnictwo Iskry 2014, ISBN 978-83-244-0419-3